# هربرت گلدشتاین
هربرت گلدشتاین (به انگلیسی: Herbert Goldstein) فیزیکدان آمریکایی و نویسندهٔ کتاب درسی استاندارد فیزیک، مکانیک کلاسیک بود. او دکترای خود را از دانشگاه دانشگاه اِم آی تی در سال ۱۹۴۳ دریافت کرد.
از سال ۱۹۴۲ تا ۱۹۴۶ او در آزمایشگاه تابش ام آی تی که در راستای نیازهای جنگ فعالیت می‌کرد، مشغول به کار روی فیزیک موجبرها و رادار و نیز مگنترون بود. از سال ۱۹۵۲، وی عضو ارشد شرکت توسعهٔ هسته‌ای آمریکا بود و هدایت پروژه‌هایی نظیر پژوهش نظری در زمینهٔ طراحی راکتورهای هسته‌ای را بر عهده داشت.
وی پایه‌گذار و مدیر انجمن دانشمندان یهودی ارتدکس بود. هنگام مرگ، او استاد علوم و فناوری هسته‌ای در دانشگاه کلمبیا بود. وی در اسرائیل به خاک سپرده شد.